# Journeyman (musikalbum)
Journeyman är ett musikalbum av Eric Clapton som lanserades 1989 på hans eget skivbolag Duck Records. Albumet var hans elfte studioalbum. Skivan blev en försäljningsframgång med topp 10-placeringar på flera europeiska länders albumlistor och genererade mindre singelhits med låtarna "Bad Love" och "Pretending".

## Låtlista
1. "Pretending" (Jerry Lynn Williams) – 4:48
2. "Anything for Your Love" (Williams) – 4:16
3. "Bad Love" (Eric Clapton, Mick Jones) – 5:11
4. "Running on Faith" (Williams) – 5:27
5. "Hard Times" (Ray Charles) – 3:00
6. "Hound Dog" (Jerry Leiber, Mike Stoller) – 2:26
7. "No Alibis" (Williams) – 5:32
8. "Run So Far" (George Harrison) – 4:06
9. "Old Love" (Clapton, Robert Cray) – 6:25
10. "Breaking Point" (Marty Grebb, Williams) – 5:37
11. "Lead Me On" (Cecil Womack, Linda Womack) – 5:52
12. "Before You Accuse Me" (Ellas McDaniel) – 3:55

### Fotnoter
1. ↑  ”Journeyman” (på engelska). Discogs. 11 mars 1989. https://www.discogs.com/Eric-Clapton-Journeyman/master/79040. Läst 28 september 2016.